# Demofest
Demofest je muzički festival koji se svake godine održava na tvrđavi Kastel u Banjaluci, drugom gradu po veličini u Bosni i Hercegovini. Osnovan je 2008. godine, sa idejom da se pruži prilika za razvoj neafirmisanih bendova i pomogne oživljavanje rok scene na prostoru bivše Jugoslavije, a danas je najveći festival demo bendova u jugoistočnoj Evropi i jedan od najvećih festivala u toj regiji.
Demofest sadrži takmičarski i revijalni segment. Učešće u takmičarskom programu je otvoreno za sve autorske demo bendove koji sviraju rok, pank, pop, metal, hip hop ili rege žanrove, a potiču iz Bosne i Hercegovine, Slovenije, Hrvatske, Srbije, Crne Gore ili Makedonije. U revijalnom programu festivala učestvuju regionalne i svjetske muzičke zvijezde, a neka od najpoznatijih imena koja su do sada nastupala su Mando Diao, Guano Apes, Kosheen, Gentleman, , , , Fun Lovin’ Criminals, Triggerfinger, Asian Dub Foundation, Kiril Džajkovski, Dubioza kolektiv, Majke, Psihomodo pop, Damir Urban, S.A.R.S. i Partibrejkers.
U periodu od 2008. do 2018. godine, za učešće na festivalu se prijavilo preko 4.000 demo bendova, a u revijalnom programu je nastupio 61 izvođač.
Demofest je 2010. godine uvršten na UNESCO listu projekata od posebnog značaja za povezivanje i razvoj kultura u zemljama Evrope. Festival je u nekoliko navrata dobijao podršku od međunarodnih institucija, a o njemu su izvještavali svi značajniji regionalni mediji i brojne svjetske medijske kuće kao što su The Guardian,  ili MTV Ovaj muzički događaj je bio zastupljen i u filmu „Zduhač znači avantura“, čija radnja prati nekoliko junaka na putu ka Demofestu.

## Koncept festivala
Prijave za učešće u takmičarskom programu festivala se otvaraju u proljeće svake godine. Uz prijavnu dokumentaciju se dostavljaju i audio snimci autorskih pjesama, a priliku za nastup dobije približno 30 takmičara. Bend koji na osnovu ocjene žirija osvoji prvo mjesto kao nagradu dobija snimanje i produkciju albuma te snimanje video spota za pjesmu po izboru, dok drugoplasirani i trećeplasirani sastavi dobijaju binsku opremu. Redovno se dodjeljuju i različite sporedne nagrade.
Odabir takmičara, finalista i dobitnika glavnih nagrada vrši stručni žiri, čiji sastav se mijenja svake godine. U žiriju se, pored predstavnika Demofesta i sponzora festivala, nalaze poznati muzičari iz regije, rok kritičari, muzički novinari i producenti. Neki od članova dosadašnjih žirija bili su Rambo Amadeus, Davor Gobac, Elvir Laković Laka, Nikola Kolja Pejaković, Vlatko Stefanovski, Marko Šelić Marčelo, Vasil Hadžimanov, Nikola Vranjković, Milorad Milinković, Petar Janjatović i Branimir Bane Lokner.
Od 2011. godine, festival traje tri dana. Nakon takmičarskog programa nastupaju revijalni izvođači, dok svake godine bude organizovan i prateći dnevni program, koji je u prethodnim godinama sadržavao radionice grafita i strip crtanja, fotografske i slikarske izložbe, filmske projekcije, promocije knjiga, muzičkih albuma i spotova, te brojne radionice, edukacije i predavanja za muzičare.

## Istorija festivala

### 2008.
Prvo izdanje festivala bilo je i najduže, te trajalo od 19. do 26. jula. Za festival su se prijavila 192 demo benda, a u takmičarskom programu su nastupila 32. Takmičari su jedino ove godine izvodili po dvije pjesme, a nastupi revijalnih izvođača su organizovani između takmičarski večeri.
Prvu nagradu osvojio je bend KillingJazzHardcoreBaby (Travnik, BiH), drugoplasirana je bila grupa Tripcycle (Novi Sad, Srbija) a treće mjesto pripalo je sastavu Magma (Beograd, Srbija). Dodijeljena je i nagrada publike, kao i nagrada novinara.
U revijalnom programu nastupali su KUD Idijoti, Marčelo & , Urban & 4, Darko Rundek & Kargo Orkestar i Vlatko Stefanovski Trio.
U dnevnom programu su organizovane radionice grafita, fotografske izložbe, filmske projekcije, edukacije i panel diskusije.

### 2009.
Drugo izdanje festivala trajalo je od 23. do 27. jula. Za festival su se prijavila 304 demo benda, a u takmičarskom programu su nastupila 33. Te godine su se u revijalnom programu prvi put našla svjetski poznata muzička imena, kao i osvajači prve tri nagrade prethodne godine, što je postala redovna praksa u narednim godinama.
Prvu nagradu osvojio je bend Prophaganda (Zagreb, Hrvatska), drugoplasirana je bila grupa Discopath (Split, Hrvatska) a treće mjesto su podijelili sastavi ZAA (Kruševac, Srbija) i Tanker (Banjaluka, BiH). Dodijeljena je i nagrada publike, kao i nagrada novinara.
U revijalnom programu nastupali su , Asian Dub Foundation, Therapy?, Nouvelle Vague, KillingJazzHardcoreBaby, Tripcycle i Magma.
U dnevnom programu su organizovane fotografske izložbe, filmske projekcije, edukacije i muzičke promocije.

### 2010.
Treće izdanje festivala trajalo je od 21. do 24. jula. Za festival se prijavilo 370 demo bendova, a u takmičarskom programu su nastupila 34.
Prvu nagradu osvojio je bend Threesome (Beograd, Srbija), drugoplasirana je bila grupa Kuriri (Pirot, Srbija) a treće mjesto pripalo je sastavu Prežderani (Daruvar, Hrvatska). Dodijeljena je i nagrada publike.
U revijalnom programu nastupali su Stereo MC's, Kiril Džajkovski, New Young Pony Club, Fun Lovin’ Criminals, Prophaganda, Discopath, ZAA i Tanker.
U dnevnom programu su organizovane izložbe ilustracija, filmske projekcije, radionice i muzičke promocije.

### 2011.
Četvrto izdanje festivala trajalo je od 27. do 29. jula. Za festival se prijavilo 438 demo bendova, a u takmičarskom programu su nastupila 24.
Prvu nagradu osvojio je bend Plišani mališan (Gornji Milanovac, Srbija), drugoplasirana je bila grupa Big Bug (Pirot, Srbija) a treće mjesto pripalo je sastavu Aesthetic Empathy (Sarajevo, BiH). Nagrađeni su i četvrtoplasirani bendovi, dok je premijerno uvedena i nagrada za najperspektivniji banjalučki bend.
U revijalnom programu nastupali su , Skindred, Tricky, Threesome, Kuriri i Prežderani.
U dnevnom programu su organizovane radionice stripova, edukacije te promocije knjiga, muzičkih albuma i spotova.

### 2012.
Zbog odsustva finansijske podrške, organizatori su prvobitno odustali od petog izdanja festivala. Međutim, nekoliko mladih Banjalučana je početkom 2012. godine pokrenulo akciju za opstanak festivala, sa ciljem da Vlada Republike Srpske izdvoji finansijska sredstva za pomoć Demofestu. Akcija je veoma brzo postala masovna, stekla veliku podršku širom BiH i susjednih zemalja, a nakon što je predata peticija sa preko 3.500 potpisa prikupljenih za sedam dana, nadležni organi su odobrili neophodna novčana sredstva. Festival je organizovan od 26. do 28. Jula, prijavilo se 395 demo bendova, a u takmičarskom programu je nastupilo 30.
Prvu nagradu osvojio je bend Neuro (Banjaluka, BiH), drugoplasirana je bila grupa Kraj programa (Rijeka, Hrvatska) a treće mjesto pripalo je sastavu Dede Putra (Bihać, BiH). Dodijeljena i nagrada za najperspektivniji banjalučki bend, kao i specijalna nagrada organizatora te priznanje najboljem novinaru. Uvedena je i nagrada „Plavi bas“, bas gitara plave boje, u čast preminulog banjalučkog basiste Igora Kašikovića Kaleta.
U revijalnom programu nastupali su Majke, Zemlja gruva, Darkwood Dub & Bisera Veletanlić, TBF, Psihomodo pop, Sopot, Plišani mališan, Big Bug i Aesthetic Empathy.
U dnevnom programu su organizovane radionice stripova, izložbe fotografija, filmske projekcije i muzičke promocije.

### 2013.
Šesto izdanje festivala trajalo je od 18. do 20. jula. Za festival se prijavilo 428 demo bendova, a u takmičarskom programu je nastupilo 30. Otvaranje festivala je posjetilo više od 10.000 posjetilaca, što je tada predstavljalo rekordnu posjetu jedne festivalske večeri.
Prvu nagradu osvojio je bend M.O.R.T. (Sinj, Hrvatska), drugoplasirana je bila grupa Kontradikshn (Brežice, Slovenija) a treće mjesto pripalo je sastavu SmokeShakers (Kavadarci, Makedonija). Dodijeljene su i nagrade najperspektivnijem banjalučkom bendu, najboljem basisti, najboljem bubnjaru i najboljem novinaru.
U revijalnom programu nastupali su Dubioza kolektiv, S.A.R.S, Partibrejkers, Superhiks, Kiril Džajkovski, Plejboj, Neuro i Dede Putra.
U dnevnom programu su organizovane radionice stripova, market unikatnih proizvoda, edukacije za muzičare, muzičke promocije te izložba slika Davora Gopca.

### 2014.
Sedmo izdanje festivala trajalo je od 17. do 19. jula. Za festival se prijavilo 458 demo bendova, a u takmičarskom programu je nastupilo 30. U revijalni program Demofesta su se nakon tri godine vratili strani izvođači.
Prvu nagradu osvojio je bend Hulahoop (Kamnik, Slovenija), drugoplasirana je bila grupa Punkart (Tuzla, BiH) a treće mjesto pripalo je sastavu Low Peak Charlie (Primorska/Ljubljana, Slovenija). Dodijeljen je rekordan broj nagrada, jer su uz najboljeg basistu, bubnjara i novinara te najperspektivniji banjalučki bend, nagrađeni i najbolji gitarista, najbolje plasirani banjalučki bend u takmičarskom programu te najbolji bend po izboru publike.
U revijalnom programu nastupali su , , , Hladno pivo, Eyesburn, Urban & 4, M.O.R.T, Kontradikshn i SmokeShakers.
U dnevnom programu su organizovane radionice stripova, izložbe fotografija, edukacije za muzičare i muzičke promocije.

### 2015.
Osmo izdanje festivala održano je od 16. do 18. jula. Za festival se prijavio 461 demo bend, a u takmičarskom programu je nastupio 31. Prvi put je Demofest iseljen sa ljetne pozornice Kastela, zbog njenog renoviranja, te je održan u drugom, prostranijem dijelu tvrđave.
Prvu nagradu osvojio je bend Nord (Rijeka, Hrvatska), drugoplasirana je bila grupa Rezerve (Tučepi, Hrvatska) a treće mjesto pripalo je sastavu S.K.A. (Leskovac, Srbija). Dodijeljena je i nagrada publike, kao i nagrade najboljem basisti, najboljem gitaristi i najboljem novinaru.
U revijalnom programu nastupali su Gentleman, Triggerfinger, M.O.R.T, Who See, TBF, Irie FM, Hulahoop, Punkart i Low Peak Charlie. Prvobitno je bilo najavljeno da će nastupiti i Eagles of Death Metal, ali je šest dana pred početak festivala bend otkazao posljednja tri nastupa na svojoj ljetnoj turneji (koncerte u Grčkoj, Mađarskoj i na Demofestu), navodeći kao osnovni razlog „finansijske okolnosti proistekle iz ekonomske situacije u Grčkoj“.
 U dnevnom programu su organizovane izložbe fotografija, market unikatnih proizvoda, „Živa biblioteka“, filmske projekcije te promocije knjiga, muzičkih albuma i spotova.

### 2016.
Deveto izdanje festivala održano je od 21. do 23. jula. Za festival se prijavilo 467 demo bendova, a u takmičarskom programu su nastupila 33. Demofest 09 je zabilježio najveću posjetu od osnivanja festivala, sa više od 30.000 posjetilaca tokom tri dana.
Prvu nagradu osvojio je bend Seine (Varaždin/Zagreb, Hrvatska), drugoplasirana je bila grupa Degeneza (Beograd, Srbija), a treće mjesto pripalo je sastavu Letarg (Koprivnica, Hrvatska). Dodijeljene su i nagrade najboljem basisti, najboljem gitaristi i najboljem novinaru.
U revijalnom programu nastupali su , , , Hladno pivo, Kolja i Grobovlasnici, Bombaj štampa, ZAA, Nord, Rezerve i S.K.A.
U dnevnom pogramu su organizovane izložbe fotografija i muzičkih eksponata, radionice udaraljki, filmske projekcije, edukacije za muzičare i muzičke projekcije.

### 2017.
Deseto izdanje festivala održano je od 20. do 23. jula. Za festival se prijavilo 471 demo bend, čime je postavljen novi rekord festivala, a u takmičarskom programu je nastupilo 49. Demofest 10 je bio i do sada najveći format festivala sa dvije bine.
Prvu nagradu osvojio je bend Slonz (Šabac, Srbija), drugoplasirana je bila grupa Tyger Lamb (Zagreb, Hrvatska), a treće mjesto pripalo je sastavu Wolfram (Novi Sad, Srbija). Dodijeljene su i nagrade najboljem basisti i najboljem gitaristi.
U revijalnom programu nastupali su Rudimental (DJ Set), Marky Ramone, Freemasons, Ky-Mani Marley, Funkerman, Dubioza kolektiv, Edo Maajka, Lačni Franc, Bad Copy, Sopot, Seine, Degeneza i Letarg.
U dnevnom programu su organizovane izložbe fotografija i ilustracija, okrugli sto "Žene u umjetnosti", eko konkurs "Čista umjetnost" te promocija knjiga, muzičkih albuma i spotova.

### 2018.
Jedanaesto izdanje festivala održano je od 19. do 22. jula. Za festival se prijavilo 458 demo bendova, a u takmičarskom programu je nastupilo 26.
Prvu nagradu osvojio je bend Sergio Lounge (Beograd, Srbija), drugoplasirana je bila grupa Vin Triste (Beograd, Srbija), a treće mjesto je pripalo sastavu Fire in Cairo (Zagreb, Hrvatska). Dodijeljene su i nagrade najboljem basisti i najboljem gitaristi.
U revijalnom programu nastupali su Magnifico i Srpski vojni orkestar, Dječaci, Marko Louis, Darko Rundek & Ekipa, Nele Karajlić i All Star bend, Goblini, Slonz, Tyger Lamb i Wolfram.
U dnevnom programu su organizovane izložbe fotografija, projekcije filmova, razne radionice na temu muzike, te promocije muzičkih albuma i spotova.

## Nagrade i priznanja
| Godina | Prvo mjesto         | Drugo mjesto        | Treće mjesto        | Ostale nagrade |
| ------ | ------------------- | ------------------- | ------------------- | --- |
| 2008.  | Босна и Херцеговина | Србија              | Magma               | Nagrada publike: Grof Đuraz Nagrada novinara: |
| 2009.  | Хрватска            | Хрватска            | ZAA Tanker          | Nagrada publike: Orion Nagrada novinara: |
| 2010.  | Србија              | Kuriri              | Prežderani          | Nagrada publike: Kteri |
| 2011.  | Plišani mališan     | Србија              | Босна и Херцеговина | Četvrto mjesto: Nova, Bitipatibi, The Schtrebers, Indigo Pop Najperspektivniji banjalučki bend: Tanker |
| 2012.  | Neuro               | Kraj programa       | Dede Putra          | Nagrada organizatora: Vila Filozofina Najperspektivniji banjalučki bend: / Aurora Plavi bas: Nemanja Ristović Najbolji novinar: Branka Glavonjić                                                                          |
| 2013.  | M.O.R.T.            | Словенија           | Северна Македонија  | Najperspektivniji banjalučki bend: Važno obavještenje Plavi bas: Matija Jašarov Najbolji bubnjar: Gregor Hodinj Najbolji novinar: Savo Drakulić                                                                           |
| 2014.  | Словенија           | Босна и Херцеговина | Словенија           | Nagrada publike: Benefit Najperspektivniji banjalučki bend: Najbolje plasirani banjalučki bend: Plavi bas: Lovro Velušček Najbolji bubnjar: Luka Žižić Najbolji gitarista: Marko Bagarić Najbolji novinar: Haris Suljović |
| 2015.  | Nord                | Rezerve             | S.K.A.              | Nagrada publike: Plavi bas: Mihael Prosen Najbolji gitarista: Ante Puharić Najbolji novinar: Zoran Tučkar |
| 2016.  | Хрватска            | Degeneza            | Letarg              | Plavi bas: Maja Kolarić Najbolji gitarista: David Seferović Najbolji novinar: Mirna Pijetlović |
| 2017.  | Slonz               | Хрватска            | Србија              | Plavi bas: Adrijan Jung Najbolji gitarista: Nikola Mijailović |
| 2018.  | Србија              | Vin Triste          | Хрватска            | Plavi bas: Jovan Đukić Najbolji gitarista: Pavle Popov |

## Revijalni izvođači
| Godina | Izvođači                                                                                         |
| ------ | ------------------------------------------------------------------------------------------------ |
| 2008.  | KUD Idijoti, Marčelo & , Urban & 4, Darko Rundek & Kargo orkestar, Vlatko Stefanovski trio       |
| 2009.  | , Magma                                                                                          |
| 2010.  | , Kiril Džajkovski, ZAA, Tanker                                                                  |
| 2011.  | , Kuriri, Prežderani                                                                             |
| 2012.  | Majke, Psihomodo pop, Zemlja gruva, & Bisera Veletanlić, Sopot, Plišani mališan,                 |
| 2013.  | Dubioza kolektiv, Kiril Džajkovski, S.A.R.S, Partibrejkers, Plejboj, Superhiks Neuro, Dede Putra |
| 2014.  | , Urban & 4, Hladno pivo, M.O.R.T, ,                                                             |
| 2015.  | , M.O.R.T. ,                                                                                     |
| 2016.  | , Hladno pivo, Kolja i Grobovlasnici, Bombaj štampa, ZAA Nord, Rezerve, S.K.A.                   |
| 2017.  | , Dubioza kolektiv, Edo Maajka, Lačni Franc, Sopot , Degeneza, Letarg                            |
| 2018.  | i Srpski vojni orkestar, Dječaci, , Darko Rundek & Ekipa, Dr. Nele Karajlić, Goblini Slonz, ,    |

## Spoljašnje veze
- Program Demofesta